# The Fiery Furnaces
I The Fiery Furnaces sono stati un gruppo musicale indie rock statunitense, formatosi nel 2000 a Brooklyn. Il gruppo si è sciolto (non ufficialmente) nel 2011, anno in cui i componenti Matthew ed Eleanor Friedberger hanno scelto di proseguire da solisti.

## Storia
I fratelli Eleanor e Matthew Friedberger nascono e crescono a Oak Park (Illinois), un sobborgo di Chicago. L'adolescente Eleanor si trasferisce in Texas per studiare, mentre Matthew parte per la Germania. Da lì a poco anche Eleanor comincia a girare l'Europa con la madre per lavoro. Rientrati in patria, i due decidono di intraprendere la carriera musicale nei primi mesi del 2000, dopo essersi trasferiti a Brooklyn.
Il debutto ufficiale coincide con la loro esibizione all'Enid's di New York avvenuta nel novembre del 2000. Il gruppo (a parte i fratelli Friedberger) sarà sempre diverso nella formazione. Già nel primo tour i due membri stabili si avvalgono di diversi musicisti. Dalla fine del 2002 ad Eleanor (chitarra e voce) e Matthew (tastiere e voce) si aggiunge a tutti gli effetti una parte "mutante" dedicata alle rifiniture di studio e alle collaborazioni live, in cui si susseguono una serie di musicisti della scena underground newyorkese.
Una delle loro demo capita alla Rough Trade Records, che decide di produrre l'album di debutto del gruppo. Nel settembre 2003 viene infatti estratto il singolo Crystal Clear. Da lì a poco viene anche pubblicato un 7" contenente lo stesso singolo, e quindi l'atteso album d'esordio, ossia Gallowsbird's Bark (ottobre 2003). Il disco si caratterizza di diversi generi musicali: blues, rock, ma anche boogie e folk, il tutto a sottofondo della vibrante voce di Eleanor.
Sempre nell'ottobre 2003 il duo partecipa alla compilation che festeggia il venticinquesimo anniversario della Rough Trade, con il rifacimento di Winter dei The Fall. Nel dicembre dello stesso anno partecipano al primo volume dell'album tributo ai Clash Uncut 2003/12 - White Riot Voll. 1-2: A Tribute To The Clash.
Nel febbraio 2004 pubblicano due singoli, ossia Tropical Ice-land (già edito ma riarrangiato) e Single Again (inedito), oltre a diverse b-sides e 7". Nella seconda metà del 2004
partono in tour con Franz Ferdinand, Teo Leo & Pharmacistis e The Shins, eseguendo dal vivo diversi nuovi brani. 
Nello stesso periodo esce l'album Blueberry Boat, che era stato nel frattempo annunciato. Si tratta di un concept album più vicina al rock progressivo e alla musica psichedelica costituito da cinque pezzi di diversa lunghezza. In questo album collaborano Toshi Yano (basso e synth) e Andy Knowles (batteria).
Nel 2005 partecipano alla compilation Sunday Nights: The Songs Of Junior Kimbrough, album tributo a Junior Kimbrough. In febbraio pubblicano EP, un album che raccoglie singoli, b-sides e inediti. A partire dalla seconda metà dell'anno, annunciano una nuova doppia uscita, che vede la partecipazione della loro nonna Olga Sarantos. Il 25 ottobre 2005 esce infatti il terzo LP ufficiale, ossia Rehearsing My Choir, una specie di biografia della nonna.
Nello stesso giorno viene pubblicato anche l'album tributo ai Beatles This Bird Has Flown - A 40th Anniversary Tribute To The Beatles' Rubber Soul a cui partecipano anche i Fiery Furnaces con Norwegian Wood (This Bird Has Flown).
La pubblicazione del secondo album dei due annunciati per il 2005 viene posticipata all'aprile 2006, mese in cui viene dato alle stampe Bitter Tea. Il duo si cimenta in un psych pop con contaminazioni tribali e funk.
A questo punto Matthew sperimenta la prova solista con un doppio CD chiamato Winter Women/Holy Ghost Language School (2006), di matrice indietronica. Il primo dei due CD (Winter Woman) è dedicato alla sorella Eleanor. Nel 2007 il duo pubblica l'album Widow City, con cui viene inaugurato un periodo di transizione che continua con il doppio live Remember (2008), testimonianza dell'attività concertistica della loro breve ma prolifica carriera.
Il duo ritorna in studio per registrare e poi pubblicare I'm Going Away (2009). L'album delude e viene fatto seguire da un altro CD, disponibile per il mercato digitale e chiamato Take Me Round Again, in cui vengono inserite reinterpretazioni acustiche delle canzoni già presenti nel precedente lavoro.
Nel 2011 Matthew ritorna a lavorare da solista e lancia il progetto Solos, collana di otto dischi su vinile in cui l'autore registra sopra basi dedicate a un solo strumento, volta per volta. Nell'aprile dello stesso anno anche Eleanor decide di intraprendere la carriera solista e produce Last Summer, pubblicato in luglio. Mentre Matthew pubblica un nuovo album intitolato Matricidal Sons of Bitches (2012), Eleanor commercializza la sua seconda produzione solista nel 2012. Si tratta di Personal Record. Dal 2011 sembra quindi essere stato archiviato il progetto Fiery Furnaces.

## Formazione
- Eleanor Friedberger (nata il 2 settembre 1976 a Oak Park) - voce, chitarra
- Matthew Friedberger (nato il 21 ottobre 1972 a Oak Park) - tastiere, voce, altri strumenti

## Discografia

### Album studio
- 2003 - Gallowsbird's Bark
- 2004 - Blueberry Boat
- 2005 - EP
- 2005 - Rehearsing My Choir
- 2006 - Bitter Tea
- 2007 - Widow City
- 2009 - I'm Going Away
- 2009 - Take Me Round Again

### Live
- 2008 - Remember

### Singoli
- 2003 - Crystal Clear
- 2004 - Tropical Ice-land
- 2004 - Single Again
- 2006 - Benton Harbor Blues
- 2009 - The End Is Near

### Apparizioni in compilation
- 2003 - Stop Me If You Think You've Heard This One Before
- 2003 - White Riot: A Tribute to the Clash Volume 1
- 2004 - Rough Trade Shops: Counter Culture 03
- 2005 - Sunday Nights: The Songs of Junior Kimbrough
- 2005 - This Bird Has Flown - A 40th Anniversary Tribute to the Beatles' Rubber Soul